# Patrónus (Harry Potter)
A patrónus-bűbáj  egy varázslat a Harry Potter történetekben. Ennek a varázslatnak a segítségével  a varázsló megidézheti a patrónusát, amely egy állat alakú pozitív erőtér. A patrónust védekezésre és üzenetküldésre is lehet használni. A súlyos traumán átesett varázslók nem képesek patrónust megidézni (mint George Weasley a testvére halála után). Az ember patrónusa változhat, főleg gyerekkorban, vagy szeretet, szerelem hatására.

## A patrónus megidézése
A patrónus megidézésekor egy igazán boldog emlékre kell gondolni és kimondani a varázsigét: „Expecto Patronum!” A patrónus-bűbájra csak magasan képzett varázslók képesek.

## A patrónus mint védelem
A patrónus képes megvédeni a dementorok és a lethifoldok ellen.

## Üzenetküldés patrónussal
A patrónusokkal üzenni is lehet: a varázsló a megidézett patrónust küldi el maga helyett egy üzenettel. Az ehhez szükséges varázslat módját a könyvek nem részletezik.

## Ismert patrónusok

### Roxforti tanulók
- Harry Potter: szarvas
- Ron Weasley: Jack Russell terrier
- Hermione Granger: vidra
- Ginny Weasley: ló
- Seamus Finnigan: róka
- Fred és George Weasley: Mind kettőjük patrónusa szarka volt.[1] George a testvére halála után nem tudott többé patrónust megidézni.
- Ernie Macmillan: vadkan
- Luna Lovegood: nyúl
- Cho Chang: hattyú

Nem tudjuk, hogy Marietta Edgecombe-nak milyen patrónusa volt

### Roxforti tanárok
- Albus Dumbledore: főnix
- Minerva McGalagony: macska
- Perselus Piton: őzsuta
- Dolores Umbridge: macska

### Harry rokonai
- James Potter: szarvas
- Lily Evans: őz
- Sirius Black: kutya

### Lupin család
- Remus Lupin: valószínűsíthetően farkas, mint a családtagjainak
- Nymphadora Tonks: üregi nyúl, majd egy farkas
- Teddy Lupin: farkas

### Egyéb szereplők
- Aberforth Dumbledore: kecske
- Kingsley Shacklebolt: hiúz
- Arthur Weasley: menyét

## A patrónus-bűbáj pszichoterápiás értelmezése
Birtalan Balázs terapeuta szerint ahogy a dementor nagyon jó allegóriája a depressziónak, úgy a patrónus-bűbáj a depresszióból való gyógyulásra hasonlít: ehhez is szükség van olyan jó érzésre, pozitív emlékre, sikerélményre, amit a páciens valamikor átélt.